# Alchorneina
Alchorneine con fórmula química C12H19N3O, es una alcaloide imidazopyrimidine que se encuentra en los árboles del género Alchornea como Alchornea castaneifolia, Alchornea floribunda o Alchornea cordifolia.